# 江伯虎
江伯虎，原名南强，字君用，宋朝福建福州永福县人，南宋武状元。他是宋孝宗淳熙八年（1181年）辛丑科武举状元，在中举唱名的时候，宋孝宗御笔将他的名字由“南强”更改为“伯虎”。后来于淳熙十一年甲辰卫泾榜又中文进士。他曾任泉州通判军州事，是南宋的军事理论家，曾为宋代第一部军事教材《武经七书》的讲义作序为《施氏七书讲义序》，但却没有从军。